# Затрић
Затрић (алб. Zatriq; старији назив: Затрич) је насеље у општини Ораховац на Косову и Метохији. Атар насеља се налази на територији катастарске општине Затрић површине 1.515 ha. Усмено предање житеља Албанаца казује да су село и суседна тврђава на истоименом брду добили име по неком Србину Затри, чије се потомство „затрло“, помревши од неке пошасти. Почетком 19. века последњих пет српских породица побегло је из Затрича у оближње српско село Зочиште. У центру села, поред џамије, налазе се темељи старе цркве. Изнад села су остаци утврђења Затрича.

## Демографија
Насеље има албанску етничку већину.
Број становника на пописима:
- попис становништва 1948. године: 457
- попис становништва 1953. године: 483
- попис становништва 1961. године: 560
- попис становништва 1971. године: 597
- попис становништва 1981. године: 721
- попис становништва 1991. године: 810